# Grand Prix automobile du Canada 2002
GP précédent GP suivant
Le Grand Prix automobile du Canada 2002 (Grand Prix Air Canada 2002), disputé sur le circuit Gilles-Villeneuve de Montréal le 9 juin 2002, est la 688e épreuve de l'histoire du championnat du monde de Formule 1 courue depuis 1950 et la huitième manche du championnat 2002.

## Classement
| Pos  | N° | Pilote                | Écurie           | Tours | Temps/Abandon                      | Grille | Points |
| ---- | -- | --------------------- | ---------------- | ----- | ---------------------------------- | ------ | ------ |
| 1    | 1  | Michael Schumacher    | Ferrari          | 70    | 1 h 33 min 36 s 111 (195,682 km/h) | 2      | 10     |
| 2    | 3  | David Coulthard       | McLaren-Mercedes | 70    | + 1 s 132                          | 8      | 6      |
| 3    | 2  | Rubens Barrichello    | Ferrari          | 70    | + 7 s 082                          | 3      | 4      |
| 4    | 4  | Kimi Räikkönen        | McLaren-Mercedes | 70    | + 37 s 563                         | 5      | 3      |
| 5    | 9  | Giancarlo Fisichella  | Jordan-Honda     | 70    | + 42 s 812                         | 6      | 2      |
| 6    | 14 | Jarno Trulli          | Renault          | 70    | + 48 s 947                         | 10     | 1      |
| 7    | 5  | Ralf Schumacher       | Williams-BMW     | 70    | + 51 s 518                         | 4      |        |
| 8    | 12 | Olivier Panis         | BAR-Honda        | 69    | + 1 tour                           | 11     |        |
| 9    | 8  | Felipe Massa          | Sauber-Petronas  | 69    | + 1 tour                           | 12     |        |
| 10   | 10 | Takuma Satō           | Jordan-Honda     | 69    | + 1 tour                           | 15     |        |
| 11   | 23 | Mark Webber           | Minardi-Asiatech | 69    | + 1 tour                           | 21     |        |
| 12   | 7  | Nick Heidfeld         | Sauber-Petronas  | 69    | + 1 tour                           | 7      |        |
| 13   | 20 | Heinz-Harald Frentzen | Arrows-Cosworth  | 69    | + 1 tour                           | 19     |        |
| 14   | 22 | Alex Yoong            | Minardi-Asiatech | 68    | + 2 tours                          | 22     |        |
| 15   | 15 | Jenson Button         | Renault          | 65    | Boîte de vitesses                  | 13     |        |
| Abd. | 6  | Juan Pablo Montoya    | Williams-BMW     | 56    | Moteur                             | 1      |        |
| Abd. | 25 | Allan McNish          | Toyota           | 45    | Sortie de piste                    | 20     |        |
| Abd. | 16 | Eddie Irvine          | Jaguar-Cosworth  | 41    | Surchauffe                         | 14     |        |
| Abd. | 24 | Mika Salo             | Toyota           | 41    | Freins                             | 18     |        |
| Abd. | 17 | Pedro de la Rosa      | Jaguar-Cosworth  | 29    | Boîte de vitesses                  | 16     |        |
| Abd. | 21 | Enrique Bernoldi      | Arrows-Cosworth  | 16    | Suspension                         | 17     |        |
| Abd. | 11 | Jacques Villeneuve    | BAR-Honda        | 8     | Boîte de vitesses                  | 9      |        |

## Pole position et record du tour
- Pole position : Juan Pablo Montoya en 1 min 12 s 836
- Tour le plus rapide : Juan Pablo Montoya en 1 min 15 s 960 au 50e tour.

## Tours en tête
- Rubens Barrichello : 25 (1-25)
- Michael Schumacher : 32 (26-37 / 51-70)
- Juan Pablo Montoya : 13 (38-50)

## Statistiques
- 59e victoire pour Michael Schumacher.
- 150e victoire pour Ferrari en tant que constructeur.
- 150e victoire pour Ferrari en tant que motoriste.
- La course est neutralisée du tour no 14 au tour no 17 pour permettre le dégagement de la BAR-Honda de Jacques Villeneuve.